# 拜占庭帝國希臘化
拜占庭帝国希腊化是指希腊的文化、宗教和语言在東羅馬帝國境內的传播以及佔據主導地位。在東羅馬帝國皇帝希拉克略的统治時期，希腊语成為拜占庭帝国的官方语言，並取代了拉丁語的地位。拜占庭帝国後期，由於國土的萎縮，境內民族和文化幾乎等同於希臘人和希臘文化。